# An Chol-hyok
An Chol-hyok (ur. 27 czerwca 1985 w Kanngye) – północnokoreański piłkarz występujący na pozycji napastnika w klubie Rimyongsu.

## Kariera
An Chol-hyok jest wychowankiem Rimyongsu Sports Group. W 2005 roku zadebiutował w reprezentacji Korei Północnej. Został powołany do kadry na Mistrzostwa świata 2010.